# Kreisspiele
Als Kreisspiele bezeichnen Spielwissenschaft und Spielpädagogik eine Gruppe von Spielen, die nach der Formation der Spielenden beim Ablauf eines Spielgeschehens benannt werden. Es handelt sich um Spiele, deren Gemeinsamkeit vordergründig in einer ringförmigen Aufstellung der Spielenden zum Ausdruck kommt, darüber hinaus aber auch Verwandtschaften im Spielgedanken beinhaltet.

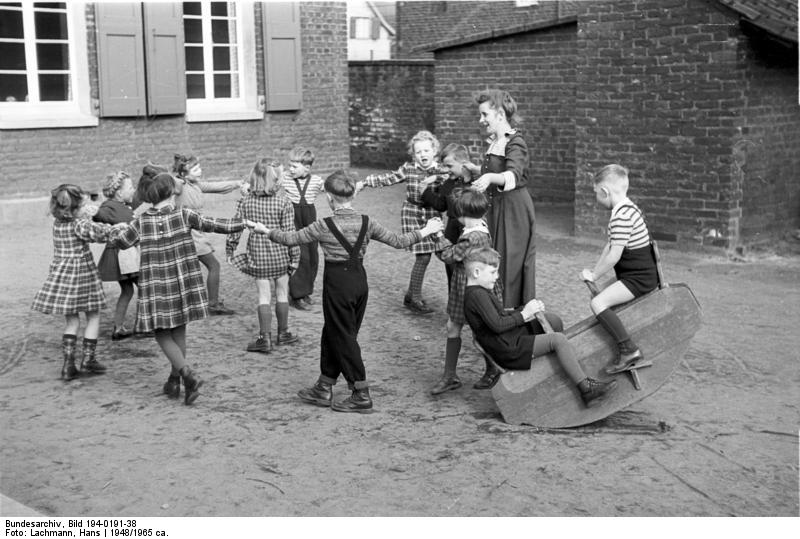
Kreisspiel mit Kind in der Spielmitte, 1948

## Formen
Die Kreisform lässt sich vielfältig modifizieren. Dies ermöglicht eine Fülle an Variationen für das Spielgeschehen, die sich an dem jeweils verfolgten Spielgedanken orientieren. So kann sich etwa schon die Ausgangsformation als Sitzkreis oder als Stehkreis etablieren. Letzterer kann in Form eines Stirn- oder Rückenkreises, in Abständen oder mit Körperberührung, im Stand oder in der Bewegung, eingenommen werden. Die Spielenden haben die Möglichkeit, sich miteinander vorwärts, rückwärts oder in beide Kreisrichtungen zu bewegen. Entsprechend lassen sich die nach der Grundaufstellung vorgesehenen Spielabläufe gestalten. Bei einer größeren Zahl von Spielenden können auch mehrere miteinander verschlungene oder einander einschließende Kreise gebildet werden.
Außer dem Spielgedanken kann auch die Art des Spielgeräts eine bestimmte Kreisaufstellung nahelegen. So bietet sich die Sitzanordnung im Stuhlkreis als Basisaufstellung an für verschiedene Stubenspiele wie etwa Armer schwarzer Kater. Die Rundung eines ausgelegten Fallschirms legt es nahe, die Spielenden für die Fallschirmspiele an seinen Rändern Aufstellung nehmen zu lassen.
Wegen ihrer einfachen Strukturbildung nutzen viele Spielesammlungen die Kreiseinteilung gern als Einteilungsprinzip.

## Charakter
Die Wahl der Kreisform beim Spielen verfolgt in der Regel keinen Selbstzweck, sondern dient der Realisierung eines bestimmten Spielgedanken. Daraus resultiert der spezifische Charakter eines Spiels. Dieser bestimmt sich zunächst übergreifend dadurch, dass die gesamte Gruppe als ein geschlossener Spielkreis interagiert. Es steht nicht das Gegeneinander, sondern das Miteinander im Vordergrund des Spielgeschehens. Die Spielgruppe manifestiert sich in der Organisation des Kreises schon rein äußerlich als eine Einheit. Der Gemeinschaftsgedanke wird zum tragenden Prinzip. Darin unterscheiden sich die Kreisspiele wesentlich von den Spielgattungen, die sich in Form von Gegenüberstellungen und Frontstellungen positionieren, wie etwa die Kampfspiele oder die Kriegsspiele. Die Kreisaufstellung wird daher am häufigsten für die Organisation von Kooperativen Spielen, von Friedensspielen und Tanzspielen gewählt. Auch Partyspiele und Sozialspiele, bei denen vorrangig partnerschaftliches Verhalten, Kommunikation und Kooperation untereinander gefragt sind, finden häufig in Kreisform statt. Jeder Platz im Kreis ist gleichwertig. Es gibt in dieser Formation keinen Vorrang. Selbst der Spielleiter kann sich als gleichrangig in die Gemeinschaft einfügen.

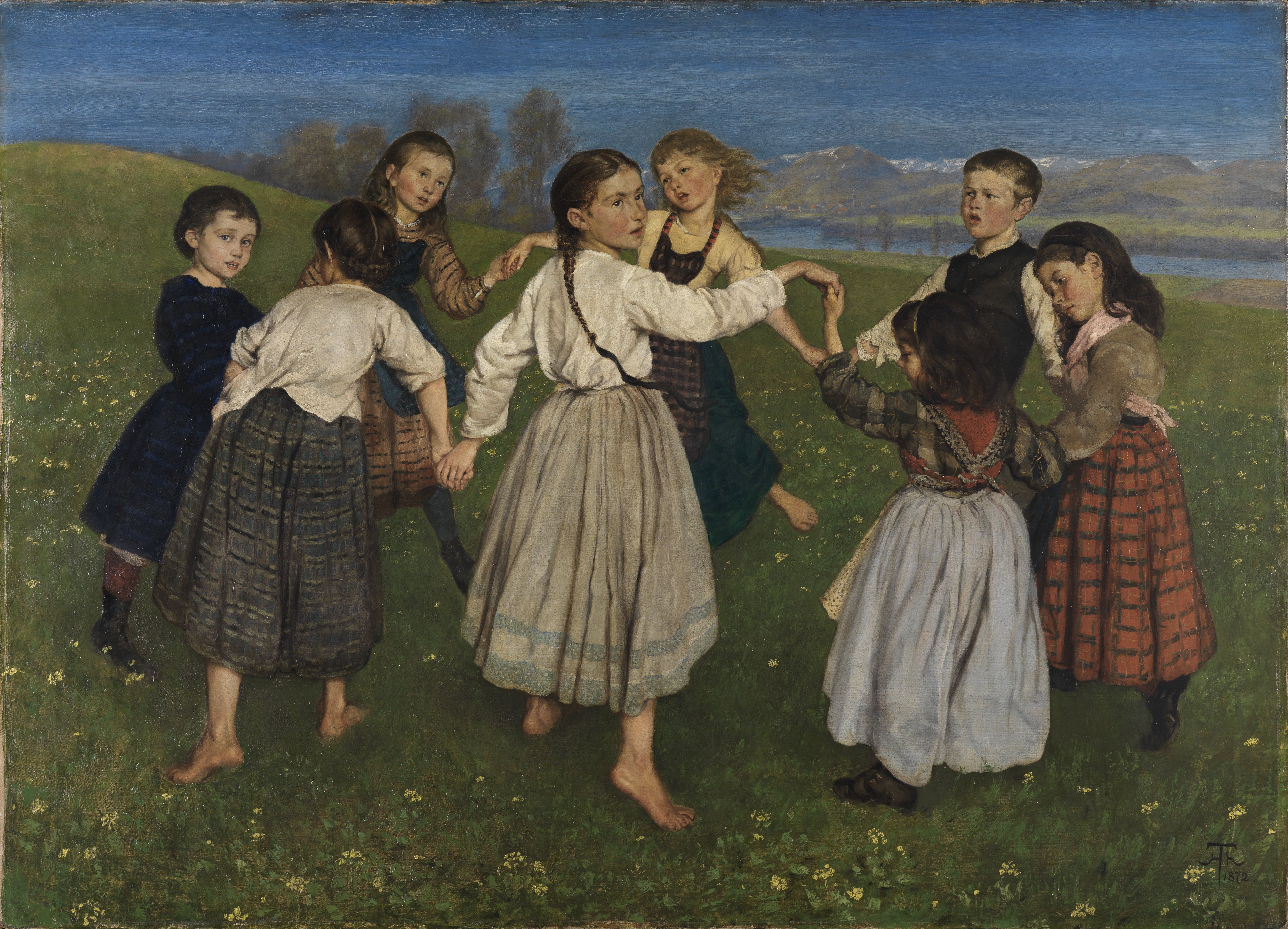
Hans Thoma: Kinderreigen, 1884

Der spezielle Charakter eines Kreisspiels bestimmt sich über die Organisationsform hinaus dann wesentlich aus dem Spielgedanken: So zeigen sich etwa die Reigen- oder die Sing- und Tanzspiele bevorzugt durch ein harmonisches Miteinander der Spielenden gekennzeichnet. Das gemeinsame Tun prägt sie. Als Singspiele sind sie, wie etwa das Ringelreihen, meist mit allerlei Bewegungsformen und Gesangseinlagen verbunden. So lassen sich etwa Kreisspiele mit eher beschaulichem von solchen magisch-mythischen Typs, Spiele mit Neckcharakter von solchen mit vorrangig sportlichem Interesse oder Hämecharakter unterscheiden. Dabei können sich verschiedene Ambitionen und Spielgedanken bei den Spielenden überschneiden und überlagern. Das macht die Vielfalt der Spielintentionen aus:
Ein eher beschaulicher Charakter kennzeichnet Kreisspiele wie die Lebende Rosette, die von der Harmonie-, Kommunikations- und Kooperationsbereitschaft der Spielenden lebt. Auch frühe Kinderspiele wie Armer schwarzer Kater oder die Stille Post lassen sich hier einordnen.
Die vor allem bei jüngeren Kindern hoch beliebten Kreisspiele mit magisch-mythischem Charakter knüpfen meist an Märchen und alte Volkslieder an. So hat sich etwa das von den Brüdern Grimm aufgezeichnete Märchen Die schöne Katrinelje und Pif Paf Poltrie in der Tradition des Kinderspiels etabliert. Der Pionier des deutschen Schulspiels, Erich Colberg ordnet es in seiner Systematik ausdrücklich unter die Gattung der Kreisspiele ein. Er stellt es in eine Reihe mit weiteren Kreisspielen aus dem Märchenzirkel wie Dornröschen war ein schönes Kind. Bei diesem sogenannten Bewegten Singspiel bilden die Kinder in Kreisform den Hofstaat um die Akteure in der Mitte des Kreises, die in elf Liedstrophen mit verteilten Rollen das Dornröschen, den Königssohn und die böse Fee darstellen. Auch das in Kreisform ausgeführte Singspiel Es tanzt ein Bi-Ba-Butzemann, bei dem ein Gegenstand wie ein Säckchen oder Taschentuch bei einem äußeren Kreisumgang heimlich hinter einem der Kreistänzer verloren wird, lässt sich hier einordnen. Den Kindern ist dabei häufig noch die historische Bedeutung des unheimlichen Butzemanns als schauerlichem Kobold bekannt, der wie auch der Kinderschreck Bussekater den Kindern Angst einjagen möchte.
Spiele mit Neckcharakter wie etwa Es geht eine Zipfelmütz werden gern zur Begrüßung im Rahmen von Kindergeburtstagen eingesetzt, wobei das Geburtstagskind als Hauptfigur in der Kreismitte den Spielbeginn markiert und zu den Liedstrophen die passenden Bewegungen ausführt, um die Rolle schließlich an ein Kind seiner Wahl weiterzugeben.
Bei den Spielen mit sportlichem Charakter wird der intensiven Bewegung der Vorrang eingeräumt. Hierzu zählen etwa das bekannte Lauf- und Fangspiel Dritten abschlagen das sich bereits in der berühmten Spielesammlung des Philanthropen Johann Christoph Friedrich GutsMuths aus dem Jahre 1796 findet. Auch die bewegungsintensiven Spiele mit dem Schwungtuch, die mit dem Aufkommen der Spielbewegung der New Games in den 1970er-Jahren einen Boom der Verbreitung erlebten, lassen sich unter dem Spielgedanken einordnen.
Spiele der Kategorie Kreispiele können aber auch Hämecharakter annehmen. Zu den sogenannten Hämespielen, die in Kreisformation gespielt werden, zählen etwa die Tellermagie, bei der sich ein ahnungsloses Kind, von den anderen belacht, als russgeschwärztes Ungeheuer im Spiegel wiederfindet oder das bekannte Kinderspiel Plumpsack, bei dem ein nicht so aufmerksames und reaktionsschnelles Kind, als sogenanntes „Faules Ei“ gebrandmarkt, in der Kreismitte landet. Auch das Spiel vom Gänsedieb kann bei sensiblen Kindern zu Tränen führen, wenn es die demütigenden Spottverse über sich ergehen lassen muss, dass es „kein Mensch mehr lieb hat“.

## Alternative Konfigurationen

### Linienaufstellung

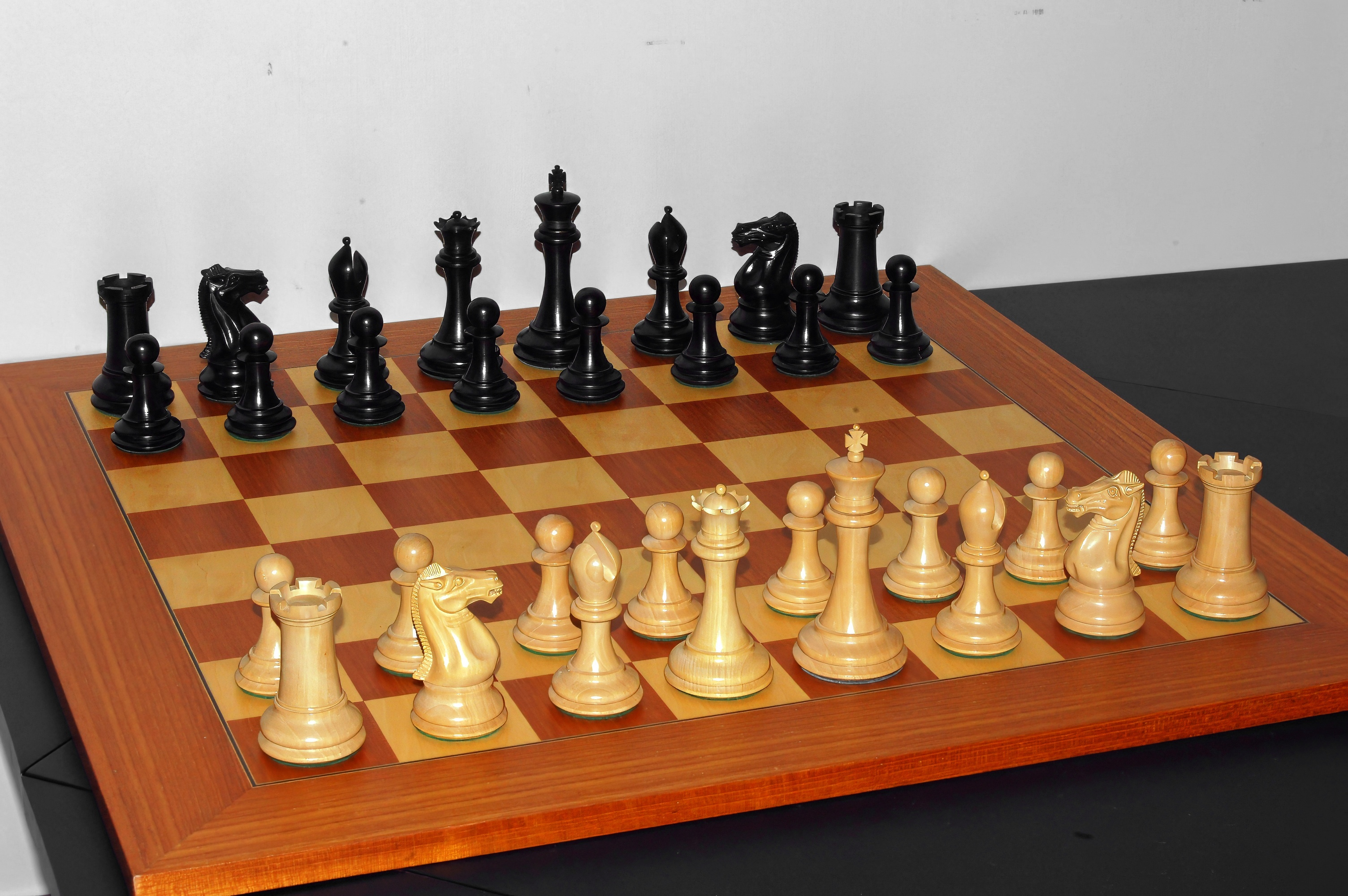
Schach in der Ausgangsstellung

Im Unterschied zu den Kreisformationen kennzeichnet eine konfrontative Linienaufstellung vor allem kampfbetonte Spielformen. Sie präsentiert sich etwa in dem alten Kinderspiel Der Kaiser schickt seine Soldaten aus. Auch beim symbolischen Kriegsspiel Schach werden die schwarzen und weißen Spielfiguren bei der Eingangsformation als Doppellinien in Frontstellung zueinander gebracht. Die Spieler nehmen keine partnerische Stellung nebeneinander ein, sondern positionieren sich als Gegner im Gegenüber.

### Reihung
Bei der Reihung stellen sich die Spielenden hintereinander auf und greifen erst nacheinander in das Spielgeschehen ein. Diese Formation findet sich am häufigsten bei den Staffelspielen.

### Felderformation
Die meisten großen Parteienspiele wie Völkerball, Volleyball, Faustball oder Tennis, die als die „Großen Sportspiele“ bekannt sind, formieren die Spielenden in einer Felderung. Die Parteien stehen sich dabei in abgegrenzten eigenen Spielräumen gegenüber, aus denen heraus sie agieren, und die sie nicht verlassen dürfen.

### Burgaufstellung
Bei der sogenannten Burgaufstellung agieren zwei Parteien räumlich von einer Burg bzw. einem Feld aus. Dabei initiiert die Burgpartei die Spielaktionen. Der Feldpartei kommt die Aufgabe zu, die Burgpartei aus ihrer beherrschenden Position, aus der heraus sie Punkte sammeln kann, zu vertreiben und selbst die Burg zu übernehmen. In dieser Spielformation operieren etwa das sogenannte Pinneken kloppen oder das Schlagballspiel, bei dem die Burg als „Schlagmal“ bezeichnet wird.

## Pädagogische Bedeutung
Kreisspiele finden sich in historischer Perspektive bereits in großer Fülle im von Erwachsenen ungelenkten freien Straßenspiel der Kinder. Wegen der zunehmend verbauten Umwelt und einer Wandlung der Spielkultur sind sie heute allerdings dort aus der öffentlichen Wahrnehmung weitestgehend verschwunden. Sie zeigen sich jedoch im Freizeitbereich, etwa bei Kindergeburtstagen sowie in der spielpädagogischen Betreuung von Kleinkindern, Behinderten und Senioren noch weit verbreitet. Außerdem kommt ihnen im didaktischen Bereich eine gewichtige Rolle zu, wobei sie als gemeinschaftsbildende Erziehungsaufgabe vor allem im Vorschul- und Grundschulbereich eingesetzt werden. Kreisspiele haben ihren speziellen Platz auch als therapeutische bzw. rehabilitative Maßnahme in der Sozialpädagogik, wo das Entwickeln des Gemeinschaftsgefühls, die Reparatur des Kommunikationsvermögens und die Schulung der Kooperationsfähigkeit von großer Bedeutung sind.
Die Spielpädagogin Benita Daublebsky weist der Kreisaufstellung vor allem in Phasen der Neufigurierung einer Spielgemeinschaft eine bedeutende Funktion zu, etwa am Anfang einer Spielstunde oder wenn sich eine Schulklasse neu zusammenfindet. Die äußere Struktur helfe, eine Gleichheit unter den Spielenden zu schaffen, bei der niemand vor dem anderen hervorgehoben oder bevorzugt werde und alle im Blickkontakt miteinander agierten. Im Unterschied zu den Konfrontationsformen wie den Linien-, Burg- oder Feldaufstellungen erscheint die Kreisform besonders geeignet, ein Gemeinschaftsgefühl zu schaffen. Die Interaktionen erfolgen in der optischen und emotionalen Zuwendung aller Beteiligten. Die Kreisformation eignet sich daher nach Warwitz/Rudolf besonders gut für das Warming-up in Form von Kennenlernspielen bei Kindergeburtstagen oder den Partyspielen der Jugendlichen und Erwachsenen. Das Kreisspiel Lebende Rosette etwa erfordere eine Abstimmung der Spielenden aufeinander in engem Körperkontakt. Der Spielgedanke des lebenden Sitzkreises funktioniere nur, wenn alle Teilnehmer in zuverlässiger Kommunikation und Kooperation miteinander die Spielaufgabe lösen. Bei ihrer pädagogischen Beurteilung des Kreisspiels Reigen hebt Johanna Woll den Effekt des Wohlfühlens in der Spielgemeinschaft besonders hervor und bemerkt, dass sich die Kinder im geschlossenen Kreis geborgen und gegenseitig angenommen fühlen [ . . .] Keiner steht draußen, alle sind beteiligt. Die Spielwissenschaftler Warwitz und Rudolf verweisen allerdings darauf, dass Kreisspiele mit Hämecharakter bei sensiblen Kindern zu emotionalen Empfindlichkeiten, zu Rückzug aus dem Spiel oder zu Aggressionsausbrüchen führen können und daher möglichst nur unter einer spielpädagogisch erfahrenen Spielleitung organisiert werden sollten.